# Anthopleura kohli
Anthopleura kohli är en havsanemonart som beskrevs av Oscar Henrik Carlgren 1930. Anthopleura kohli ingår i släktet Anthopleura och familjen Actiniidae. Inga underarter finns listade i Catalogue of Life.